# Bunoderina eucaliae
Bunoderina eucaliae är en plattmaskart. Bunoderina eucaliae ingår i släktet Bunoderina och familjen Allocreadiidae. Inga underarter finns listade i Catalogue of Life.